# 돈 존
《돈 존》(영어: Don Jon)은 2013년 개봉한 미국의 로맨틱 코미디 드라마 영화이다. 돈 후안 전설을 모티브로 제작되었다. 배우 조지프 고든레빗의 첫 장편 영화 연출작이며, 고든레빗이 직접 각본을 쓰고 주인공 존 역도 연기하였다. 상대 여성 배우로 스칼릿 조핸슨과 줄리앤 무어가 출연하였다.

## 줄거리
존(Jon) 마텔로는 젊은 이탈리아계 미국인 바텐더로, 뉴저지주에서 현대판 돈 후안(Don Juan)으로 살고 있다. 존은 운동, 집 관리, 애마인 쉐보레를 몰고 다니는 것, 가족과 함께 교회에 가는 것, 가벼운 성관계, 그리고 하드코어 포르노를 보며 도가 지나치게 자위하는 것으로 채워진 독립적인 삶을 즐긴다. 그는 성관계를 즐긴다고 말하지만, 실제로는 포르노가 더 만족스럽다고 여기며 심지어 일상 생활 중에 포르노 장면을 떠올리기도 한다.
어느 날 밤 그는 나이트클럽에서 부유한 배경의 아름다운 여성 바버라 슈거먼을 만나 호감을 느끼고, 그녀와의 성관계에서 평소의 하룻밤 관계보다 더 큰 만족을 느끼길 기대하며 데이트를 신청한다. 그러나 바버라는 장기적인 연애를 원하고, 둘은 한 달 동안 성관계 없이 만남을 이어 간다. 바버라는 존이 서비스업에서 벗어나 다른 분야에서 경력을 쌓길 바라며 야간 전문 대학 수업을 듣게 강요하고, 존는 바버라가 좋아하는 로맨스 영화를 보고는 환상에 불과하다고 무시한다. 둘은 서로를 친구와 가족에게 소개하고, 존의 부모님은 특히 바버라를 마음에 들어하며 둘의 결혼을 바란다.
마침내 존과 바버라는 성관계를 맺지만, 존은 만족감을 느끼지 못한다. 바버라는 존이 포르노를 보는 것을 발견하고 역겨워하지만, 존은 친구가 보낸 장난 메일이라고 속인다. 바버라가 존의 집에 더 많은 시간을 보내게 되자 존은 휴대폰으로 몰래 포르노를 본다. 존은 집 청소를 좋아하지만, 바버라는 청소를 하찮게 여기며 그녀 집의 가정부를 불러 대신 청소를 하게 하자고 한다.
존은 수업 중 중년 여성인 동급생 에스터가 우는 것을 보고 말을 걸고, 다음 수업에서 에스터는 존의 옆에 앉았다가 존의 휴대폰에서 포르노를 보게 된다. 에스터는 존에게 더 건강한 성관계 묘사를 담은 에로 비디오를 건넨다. 바버라는 존의 랩톱 방문 기록에서 포르노를 발견해 다투게 되고, 존은 모든 남자가 포르노를 본다고 주장하지만 바버라는 그와 헤어진다.
이후 존은 더 많은 포르노를 보며 사람들과 감정적 교류가 줄고 불안정한 모습을 보이더니 급기야는 난폭 운전까지 하게 된다. 친구의 설득으로 대학 수업을 계속 듣던 존은 에스터와 재회하고, 수업 후 차 안에서 관계를 가진다. 존은 에스터에게 포르노를 볼 때는 강렬한 몰입으로 “넋을 잃는” 느낌을 받지만 실제 관계에서는 그렇지 못하다고 털어놓는다. 에스터는 존에게 포르노가 성관계에 대한 왜곡된 생각을 심어줬으며, 그가 본인의 만족에만 집중하기 때문에 상대와 친밀한 교감을 하지 못하는 것이라고 지적한다. 에스터는 존에게 함께 목욕을 하자고 제안하지만 갑자기 울음을 터뜨리더니 존이 혼자 씻게 내버려 둔다. 에스터는 14개월 전에 남편과 아들을 교통 사고로 잃은 사실을 고백한다. 둘의 감정적인 연결은 친밀감을 깊게 만들고, 존은 진정으로 만족스러운 성관계를 처음 경험한다.
존은 신부에게 더 이상 포르노를 보지 않는다고 고해하면서 에스터와의 관계는 이전 관계들과 다르다고 말하지만 신부는 그의 발전한 모습을 제대로 인정해 주지 않는다. 존은 가족에게 드디어 바버라와의 결별을 알린다. 부모님은 실망하지만, 여동생 모니카는 바버라가 그저 통제 가능한 남자를 만나려 했을 뿐이라고 일침을 가한다. 존은 바버라를 만나 거짓말했던 것을 사과하면서도 자신에 대한 그녀의 기대치가 지나친 요구로 다가왔다고 밝힌다. 바버라는 남자는 사랑하는 여자를 위해서라면 그 어떤 희생도 감내해야 한다고 주장하며 다시는 전화하지 말라고 한다.
인습적인 사랑이나 결혼에 관심이 없는 존과 에스터는 서로를 있는 그대로 받아들이고, 관계 중에 서로에게만 집중해 상대에게 “넋을 잃는” 행복한 연애를 시작한다.

## 출연진
- 조지프 고든레빗 - 존 마텔로 주니어 역
- 스칼릿 조핸슨 - 바버라 슈거먼 역
- 줄리앤 무어 - 에스터 역
- 토니 댄자 - 존 마텔로 시니어 역: 존의 아버지.
- 롭 브라운 - 보비 역
- 글렌 헤들리 - 앤절라 마텔로 역
- 브리 라슨 - 모니카 마텔로 역
- 제러미 루크 - 대니 역
- 이탈리아 리치 - 지나 역
- 폴 벤빅터 - 신부 역
- 린지 브로드 - 로런 역
- 앤 해서웨이 - 에밀리 롬바도 역
- 채닝 테이텀 - 코너 베로 역
- 메건 굿 - 할리우드 배우 역
- 큐바 구딩 주니어 - 할리우드 배우 역
- 세라 듀몬트 - 시퀸스 역
- 리즈완 만지 - 강사 역